# Vollenhovia novobritainae
Vollenhovia novobritainae är en myrart som först beskrevs av Horace Donisthorpe 1948.  Vollenhovia novobritainae ingår i släktet Vollenhovia och familjen myror. Inga underarter finns listade i Catalogue of Life.